# رز اسکاتلندی (فیلم ۱۹۲۸ میلادی)
رز اسکاتلندی (انگلیسی: Abie's Irish Rose) یک فیلم به کارگردانی ویکتور فلمینگ است که در سال ۱۹۲۸ منتشر شد. از بازیگران آن می‌توان به بادی راجرز، نانسی کرول، ژان هرشولت، و جی. فارل مک‌دانلد اشاره کرد.